# Elegia napisana na wiejskim cmentarzu
Elegia napisana na wiejskim cmentarzu (ang. Elegy written in a Country Churchyard) – wiersz osiemnastowiecznego angielskiego poety Thomasa Graya. Utwór ten, napisany w 1750 roku, jest jednym z najczęściej przedrukowywanych liryków oświeceniowych. Opublikowany został w 1751 roku.

## Charakterystyka ogólna
Omawiany utwór składa się z trzydziestu dwóch strof czterowersowych. Końcowa część wiersza jest wyodrębniona jako Nagrobek. Utwór rozpoczyna się opisem wieczoru, powrotu do domu rolników z pola i bydła z pastwisk:
The curfew tolls the knell of parting day,
The lowing herd wind slowly o'er the lea,
The plowman homeward plods his weary way,
And leaves the world to darkness and to me.

## Forma
Utwór został napisany przy użyciu strofy czterowersowej z rymem przeplatanym (abab), ułożonej jambicznym pięciostopowcem. Wzorzec metryczny jest bardzo dokładnie utrzymany, jak przystało ma poetę oświeceniowego, wychowanego na klasycystycznych poetykach. Właściwej recytacji wiersza służą apostrofy oznaczające elizję (wytłumienie) samogłoski, jak w poniższej zwrotce.
Large was his bounty, and his soul sincere,
Heav'n did a recompense as largely send:
He gave to Mis'ry all he had, a tear,
He gain'd from Heav'n ('twas all he wish'd) a friend.

## Treść
Analizowany utwór należy do nurtu liryki refleksyjnej i wyraża zadumę autora, przebywającego na przykościelnym, wiejskim cmentarzu, nad śmiercią i przemijaniem, a w szczególności nad nieuchronnością odejścia z tego świata i brakiem wpływu człowieka na jego ostateczny los.
Can storied urn or animated bust
Back to its mansion call the fleeting breath?
Can Honour's voice provoke the silent dust,
Or Flatt'ry soothe the dull cold ear of Death?
Poeta zastanawia się też nad różnicą między osobami znanymi, możnymi tego świata, a zwykłymi obywatelami, toczącymi życie z dala od dworu i wielkiej polityki. Zauważa jednak, że ktoś, kto mógłby zostać Cromwellem, czyli dyktatorem, ale nim nie został, nie ma krwi na rękach.
Some village-Hampden, that with dauntless breast
The little tyrant of his fields withstood;
Some mute inglorious Milton here may rest,
Some Cromwell guiltless of his country's blood.
Warto zwrócić uwagę na jeszcze jedną zwrotkę, a zwłaszcza na jej pierwszy wers. Rozpoczynające go sformułowanie powróciło w literaturze angielskiej jako tytuł znanej i u nas powieści Thomasa Hardy'ego Z dala od zgiełku.
Far from the madding crowd's ignoble strife,
Their sober wishes never learn'd to stray;
Along the cool sequester'd vale of life
They kept the noiseless tenor of their way.

## Przekłady
Wiersz Graya tłumaczyli na język polski Jerzy Pietrkiewicz i Stanisław Barańczak. Obaj tłumacze zastosowali w translacji sylabiczny trzynastozgłoskowiec ze średniówką, będący nie tylko najpopularniejszym rozmiarem w wersyfikacji polskiej, ale też ulubionym formatem poetów oświeceniowych.